# La súplica del amante
La súplica del amante (título original: All Forgotten) es una película estadounidense-británica de drama, romance y bélica de 2001, dirigida por Reverge Anselmo, que a su vez la escribió, está basada en las novelas cortas First Love de Ivan Turgenev y The Peasant Women de Anton Chekhov, musicalizada por Joel McNeely, en la fotografía estuvo David Watkin y los protagonistas son Kirsten Dunst, Julie Walters y Geraldine James, entre otros. El filme fue producido por Overseas FilmGroup y se estrenó el 18 de septiembre de 2001.

## Sinopsis
Corre el siglo XIX en Rusia. Un joven que está enamorado de una chica, logra controlar a los otros pretendientes, aun siendo más grandes que él.